# Comuna Lîsivka, Hadeaci
Lîsivka (în ucraineană Лисівка) este o comună în raionul Hadeaci, regiunea Poltava, Ucraina, formată din satele Hlîboke, Kruhle Ozero, Lîsivka (reședința), Mala Obuhivka, Mlînî, Pereviz și Soldatove.

## Demografie
Componența lingvistică a comunei Lîsivka
     Ucraineană (96,62%)
     Rusă (2,09%)
     Alte limbi (0,9%)
Conform recensământului din 2001, majoritatea populației comunei Lîsivka era vorbitoare de ucraineană (96,62%), existând în minoritate și vorbitori de rusă (2,09%).